# اونادون

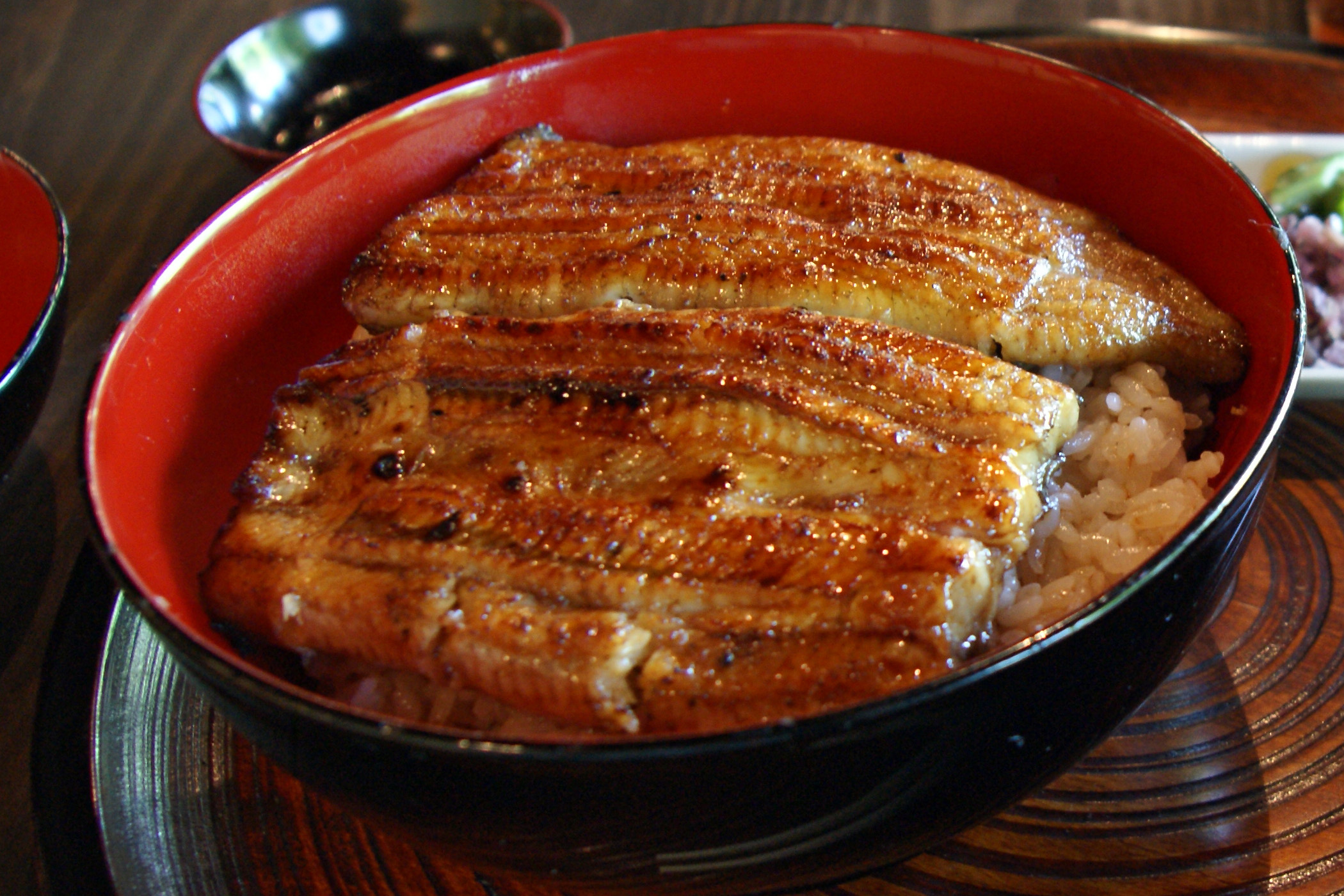
اونادون

اونادون (به ژاپنی: 鰻丼 Unadon)، یکی از انواع دون‌بوری است که در آن از مارماهی ژاپنی (اوناگی) استفاده می‌شود. در این نوع غذا در یک کاسه ابتدا گوهان یا برنج ژاپنی تازه پخته شده را قرار داده سپس بر روی آن مارماهی کباب شده قرار داده می‌شود. برای چاشنی تاره (نوعی سس با طعم سس سویا) بر روی مارماهی ریخته شده و پودر فلفل ژاپنی (سانشو) نیز بر روی ماهی پاشیده می‌شود.